# Liu Shaoqi
Liu Shaoqi (劉少奇T, 刘少奇S, Liú ShàoqíP, Liu Shao-ch'iW, in passato trascritto anche Liu Sciao-ci; Ningxiang, 24 novembre 1898 – Kaifeng, 12 novembre 1969) è stato un politico, militare e rivoluzionario cinese.
Comunista fin da adolescente, appoggiò la candidatura di Mao Zedong (1893-1976) alla guida del Partito Comunista Cinese nel 1935, partecipando nel medesimo anno alla Lunga marcia. Dopo la Lunga marcia (1934-1935), gli fu affidato l'incarico di organizzare in varie regioni controllate dal Kuomintang la guerriglia contro i giapponesi, e per lunghi periodi si recò anche in Unione Sovietica. Oltre alla guerra civile cinese, prese parte alla seconda guerra sino-giapponese come commissario politico per la Nuova Quarta Armata comunista dopo l'incidente dell'omonimo esercito nel 1941.
Fu il secondo presidente della Repubblica Popolare Cinese, ma le sue critiche alla fallimentare politica economica di Mao, nel 1961, e il tentativo di emarginarlo dalla direzione dello stato gli costarono il carcere e la morte. Alla rivoluzione culturale delle Guardie rosse, che facevano leva su masse popolari assai più estese, i suoi seguaci nella fazione di destra del partito (la cosiddetta linea nera) si opposero con energia. Per questa posizione, e per il fatto stesso di trovarsi a capo dell'apparato governativo, egli subì nel 1967 una durissima polemica, giunta fino a forme di linciaggio morale: accusato di burocratismo e autoritarismo, nel 1968 fu destituito da ogni carica, morendo poi l'anno successivo durante la prigionia.

## Biografia
Comunista dello Hunan, nacque nel 1898. Iscrittosi al Partito Comunista ed educato a Mosca nel 1921, conobbe Mao nel 1922. Nel 1923-1925 venne nuovamente mandato dal Comintern a studiare a Mosca. Tornato, collaborò con Mao a organizzare i contadini dello Hunan, regione natale di entrambi. I due lavorarono fianco a fianco sia ad Anyuan, sia a Yan'an tra il 1925 e il 1935. Liu favorì, assieme a Zhou Enlai (1898-1976), l'ascesa di Mao a Segretario generale del Partito. Trascorse molta della sua carriera politica antecedente il 1949 nella Cina settentrionale e centrale. Nel 1932 fu segretario del partito per il Fujian.
Avendo alle spalle una lunga conoscenza diretta dell'Unione Sovietica di Stalin (1879-1953), negli stessi anni fu tra coloro che più contribuirono a mantenere un'alleanza e comunanza ideologica, sempre controversa, fra il Partito Comunista Cinese e quello sovietico. A lungo designato quale delfino di Mao, partecipò al movimento di distacco dall'URSS accusata di aver subito una involuzione revisionista, ma si appoggiò all'apparato politico e a settori di aristocrazia operaia per impostare una linea di sviluppo economico basata sui centri industriali prevalenti e l'industria pesante, tipica del modello sovietico, al contrario di Mao fautore di rapporti più equi fra città e campagna e fra città costiere ed entroterra e teorico di un modello di industrializzazione decentrata e collettivistica.
Al secondo posto tra i dirigenti del partito (1937), e delfino di Mao dal 1943, strinse particolari rapporti con altri due dirigenti comunisti, Deng Xiaoping (1904-1997) e Zhu De (1886-1976), tutti fautori della linea intransigente contro gli invasori giapponesi durante la Seconda guerra mondiale ma anche di una visione legata alla modernizzazione industriale della Cina futura e meno alla considerazione del carattere agrario della realtà cinese.
A partire dal 1940 coprì nei sindacati, nel partito e nel governo cariche sempre più importanti, sino a sostituire Mao alla presidenza della Repubblica (1958). Favorevole a una cooperazione coi nemici nazionalisti, accomunati dall'odio verso gli invasori nipponici, propugnò un'alleanza tattica con il Guomindang nel 1941. Contribuì molto alla disfatta del Kuomintang nella guerra civile del 1945-1949 e fu con Mao sulla Piazza Tienanmen a Pechino il pomeriggio del 1º ottobre 1949 al momento della proclamazione della nascita della Repubblica Popolare Cinese. Titubante durante l'invasione del Tibet (1950) e contrario all'intervento a favore della Corea del Nord durante la Guerra di Corea (1950-1953) venne per questo aspramente criticato da Mao.
Fautore degli aiuti militari e logistici ai comunisti vietnamiti di Ho Chi Minh (1890-1969) durante la rivolta indocinese contro la Francia (1946-1953), fece epurare un importante dirigente del partito, Gao Gang (1905-1954), reo d'un fallito tentativo di congiura ai danni suoi e di Mao. Profondo conoscitore del confucianesimo, ne integrò alcuni principi entro il nuovo comunismo cinese: il suo libriccino Come essere un buon comunista ripropose, secondo Mao, una via ascetica dell'autoeducazione individuale, piuttosto che quella della trasformazione educativa delle masse da lui indicata. Alla sua memoria, le poste della Repubblica Popolare Cinese emisero una serie di francobolli, nel centenario della nascita (1998).
Si distinse tuttavia da Mao in relazione alla linea economica da adottare nel Paese. Egli si profilò infatti come contrario all'accelerazione degli obiettivi della crescita mediante la radicale collettivizzazione che Mao impose alla Cina tra il 1958 e il 1962, durante il cosiddetto "Grande balzo in avanti", che costò una carestia tanto grave da provocare un numero imprecisato, ma certo rilevante, di morti per fame. Il fallimento di tale progetto economico costò a Mao una riduzione del proprio ruolo all'interno del Paese.
Al momento del ritiro forzato di Mao, in seguito alla catastrofe alimentare, Liu venne riconfermato Presidente della Repubblica nel 1959. Qui egli e altri dirigenti "riformisti" si proposero di modernizzare il paese senza dover ricorrere alla collettivizzazione dell'agricoltura, anzi, tollerando un embrione di libero mercato. Nel giugno del 1966 Mao, appoggiandosi alle masse giovanili e studentesche, ribaltò a suo favore la lotta per il potere e tornò effettivamente al vertice del partito come risultato della cosiddetta "Rivoluzione culturale".
Il ritorno al pieno potere di Mao segnò la fine politica e anche umana di Liu. Costretto a fare autocritica nel 1967, epurato da ogni carica pubblica e politica, accusato di essere «... la maggior personalità del partito colpevole di aver imboccato la via del capitalismo», venne imprigionato in un campo di lavoro al fine di esser "rieducato". Anche la sua famiglia subì processi e angherie durante quel caotico periodo. La stessa sua sorte fu condivisa da molti altri eminenti dirigenti del partito, fra i quali Deng Xiaoping.
È da rilevare, tuttavia, che, così come era successo nel periodo dell'oscuramento politico di Mao, anche nella fase maoista più radicale, nel Partito Comunista Cinese non venne usato il metodo della eliminazione fisica sistematica degli avversari politici interni. Se non mancarono gravi eccessi, alla base, ad esempio per opera delle campagne delle "Guardie rosse" - giovani e spesso giovanissimi, che Mao stesso represse grazie all'intervento dell'esercito come garante della legalità dello stato comunista - se vi furono esecuzioni ripetute, in momenti nei quali lo scontro interno poteva sfociare in focolai di guerra civile, non fu mai lo sterminio lo strumento della dialettica politica nel PCC, come dimostrano i rovesci e le riprese di personaggi centrali come Mao e Deng.
Liu morì nel 1969 durante la prigionia per diabete non curato, forse a causa di una mancanza intenzionale di cure mediche oppure perché le medicine gli furono negate. Venne sepolto in un luogo ignoto e sotto falso nome. Dopo la morte di Mao nel 1976, Deng - raggiunti i vertici del potere - gli fece avere una riabilitazione postuma (1980).